# Avicena
Ibn Sina, latinizado como  Avicena es el nombre por el que se conoce en la tradición occidental a Abū ‘Alī al-Husayn ibn ‘Abd Allāh ibn Sĩnã (en persa: ابو علی الحسین ابن عبدالله ابن سینا; en árabe: أبو علي الحسین بن عبدالله بن سینا; Bujará, Gran Jorasán, c. 980-Hamadán, 1037), un polímata, médico, filósofo, astrónomo y científico persa perteneciente a la Edad de Oro del Islam. Escribió cerca de trescientos libros sobre diferentes temas, predominantemente de filosofía y medicina. 
Sus textos más famosos son El libro de la curación y El canon de medicina, también conocido como Canon de Avicena. Sus discípulos le llamaban Cheikh el-Raïs, es decir 'príncipe de los sabios', el más grande de los médicos, el maestro por excelencia, o el tercer maestro (después de Aristóteles y Al-Farabi).
Es asimismo uno de los más grandes médicos de todos los tiempos y un importante precursor de la medicina moderna.

## Contexto cultural

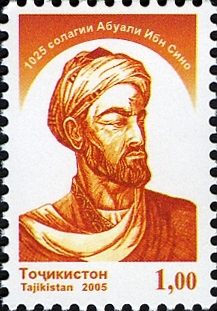
Sello postal de Tayikistán conmemorativo de Avicena

Avicena creó un extenso corpus de literatura durante el período conocido, en general, como la Edad de Oro del Islam, en que las traducciones de textos grecorromanos, persas e hindúes fueron muy estudiadas. Textos grecolatinos de la escuela neoplatónica y aristotélica y de la escuela Kindi fueron comentados, nuevamente editados y, de manera sustancial, desarrollados por los intelectuales islámicos, que también evolucionaron a partir de sistemas matemáticos, astronómicos, álgebra, trigonometría y medicina hindúes y persas. La dinastía samánida en la parte oriental de Persia, denominada el Gran Jorasán y en la Asia Central, así como la dinastía búyida en la parte occidental de Persia e Irak, fomentó un clima propicio para el desarrollo cultural y académico. Bajo los samánidas, Bujará rivalizaba con Bagdad como capital cultural del mundo islámico.
El estudio del Corán y el hadit prosperó en este ambiente. La filosofía (fiqh) y la teología (kalam) también se desarrollaron principalmente a manos de Avicena y sus opositores. Ar-Razí y Al-Farabí proporcionaron la metodología y el conocimiento necesario sobre la medicina y la filosofía. Avicena tuvo acceso a grandes bibliotecas de Balkh, Khwarezm, Gorgán, Rayy, Isfahán y Hamadan. Varios textos, como l'Ahd with Bahmanyar, muestran el debate de los puntos filosóficos de los grandes eruditos de su tiempo. Nizami Aruzi describe cómo Avicena, antes de salir de Khwarezm, conoció a Abu-Rayhan al-Biruni (un famoso científico y astrónomo), Abu-Nasr al-Iraqí (un famoso matemático), Abu Sahl Masihí (un respetado filósofo) y Abu-l-Khary Khammar (un médico).

## Biografía
Avicena, o Ibn Siná (como fue en persa), nació el 20 de agosto de 980 en Afshana, (provincia de Jorasán, Transoxsiana, actualmente en Uzbekistán), cerca de Bujará. Sus padres eran también musulmanes.
Al parecer, fue precoz en su interés por las ciencias naturales y la medicina; tanto, que a los catorce años estudiaba solo. Se le envió a estudiar cálculo con un mercader, Al-Natili. Tenía buena memoria y podía recitar todo el Corán.
Cuando su padre fue nombrado funcionario, lo acompañó a Bujará, entonces capital de los Samaníes y allí estudió los saberes de la época, tales como física, matemáticas, filosofía lógica y el Corán. Se vio influido por un tratado de Al-Farabi que le permitió superar las dificultades que encontró en el estudio de la Metafísica de Aristóteles. Esta precocidad en los estudios también se reflejó en una precocidad en la carrera, pues a los dieciséis años ya dirigía a médicos famosos y a los diecisiete gozaba de fama como médico por haber salvado la vida del emir Nuh ibn Mansur.
Consiguió permiso para acceder a la biblioteca real, donde amplió sus conocimientos de matemáticas, música y astronomía. Al llegar a la mayoría de edad había estudiado todas las ciencias conocidas. Se convirtió en médico de la corte y consejero de temas científicos hasta la caída del reino samaní en 999.
En Hamadán, el emir buyida Shams al-Dawla le eligió como ministro. Se impuso entonces un programa de trabajo agotador, dedicándose de día al trabajo público y de noche a la ciencia. Trabajaba y dirigía la composición del Shifa y del Canon médico. Contó con la ayuda de dos discípulos que se repartían la relectura de los folletos de las dos obras, siendo uno de ellos Al-Juzjani su secretario y biógrafo.
A los veinte años, y por mediación de Abū Bakr al-Barjuy, escribió diez volúmenes, llamados El tratado del resultante y del resultado, y un estudio de las costumbres de la época, conocido como La inocencia y el pecado. Con estos libros su fama como escritor, filósofo, médico y astrónomo se extendió por toda Persia, por donde se dedicó a viajar.
En 1021, la muerte del príncipe Shams al-Dawla y el comienzo del reinado de su hijo Sama' al-Dawla cristalizaron las ambiciones y los rencores. Víctima de intrigas políticas, Avicena fue a la cárcel. Disfrazado de derviche consiguió evadirse y huyó a Ispahán, al lado del emir kakúyida Ala al-Dawla Muhammad.
Con treinta y dos años inició su obra maestra, el celebérrimo Canon de medicina (traducida al latín por Gerardo de Cremona), que contiene la colección organizada de los conocimientos médicos y farmacéuticos de su época en cinco volúmenes.
Durante una expedición a Hamadán, en el actual Irán, el filósofo sufrió una crisis intestinal grave, que padecía desde hacía tiempo y que contrajo, según dijeron, por exceso de trabajo y de placer. Intentó curarse solo pero su remedio le fue fatal. Murió a los cincuenta y seis años en el mes de junio de 1037, tras haber llevado una vida muy ajetreada y llena de vicisitudes, agotado por el exceso de trabajo.

## Impacto
Tuvo una influencia de importancia capital, pues supone la presentación del pensamiento aristotélico ante los pensadores occidentales de la Edad Media. Sus obras se tradujeron al latín en el siglo XII, reforzando la doctrina aristotélica en Occidente aunque fuertemente influida por el pensamiento platónico.

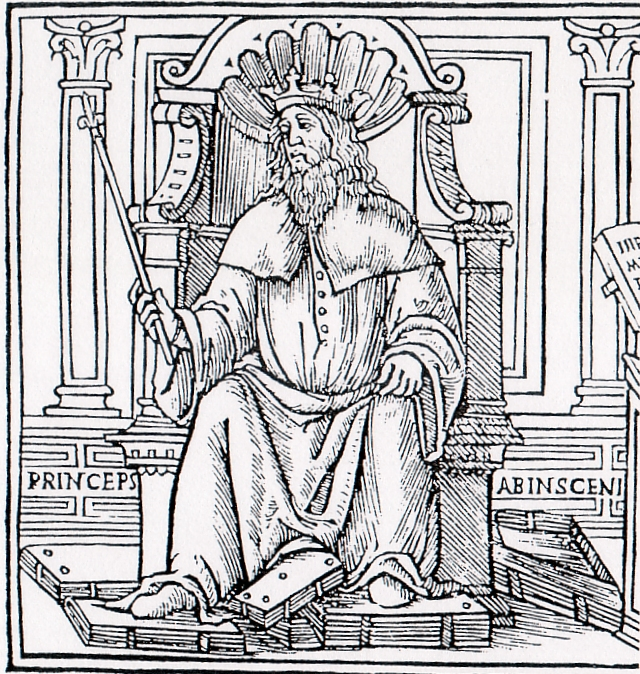
Representación renacentista de Da Foligno, Venecia.

Avicena declaró haber leído en más de cuarenta ocasiones la Metafísica sin llegar a entenderla del todo, pues no expone el origen de las cosas como obra de un Creador bondadoso. Mezcló la doctrina aristotélica con el pensamiento neoplatónico, adaptando a su vez el resultado al mundo musulmán. Colocó a la Razón (manifestación objetiva de la voluntad del propio Dios) por encima de todo ser y explicó que con esto se nos llama a buscar la perfección.
También distinguió entre la esencia abstracta y el ente concreto que no exige existir, pero existe por la esencia. Además, el ente está compuesto por una parte necesaria (en este caso Alá, que existe siempre) y una parte de «lo posible» (el resto de los seres del mundo, que solo existen por una causa: la voluntad de Dios). Niega también la inmortalidad del alma como ente individual.
Curó una grave enfermedad al emir de Bujará, quien como recompensa le abrió las puertas de su gran biblioteca. Además de numerosas obras de medicina escribió también sobre filosofía, donde conjugaba la tradición aristotélica con elementos neoplatónicos.
Tuvo una gran influencia en pensadores posteriores de la talla de Tomás de Aquino, Buenaventura de Fidanza o Duns Escoto. También planteó mucho antes que Descartes un pensamiento similar al de este: el conocimiento indudable de la propia existencia.
En muchos libros de filosofía se hermana su pensamiento con el del cordobés Averroes, pues suponen el acercamiento del islam (y del Cercano Oriente en general) a la filosofía griega.
Aunque muy proclive a la mística, trató el tema de modo objetivo. El ascetismo no le bastaba; creía que se debía buscar la iluminación como acto final de conocimiento. La iluminación se obtiene por medio de los ángeles que actúan como unión entre las esferas celestiales y la terrestre. Podemos por ello decir que Avicena abrió el camino a una nueva rama de la filosofía islámica, la Sabiduría de la iluminación o lumínica, la llamada Híkmat al-Ishraq (Metafísica de la Luz), inaugurada por su seguidor Suhrauardi.

## Su obra

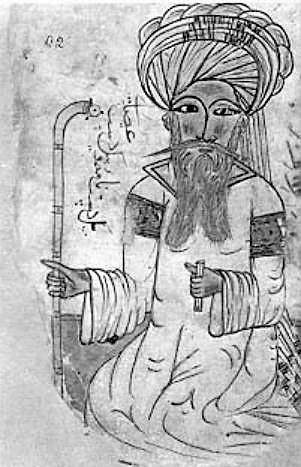
Avicena en un texto de 1271.

De una amplitud variable según las fuentes (276 títulos para G. C. Anawati, 242 para Yahya Mahdavi), de los que se conservan 200, la obra de Avicena es numerosa y variada. Avicena ha escrito principalmente en la lengua culta de su tiempo, el árabe clásico, pero a veces también en la lengua vernácula, el persa.
Uno de sus textos más famosos es Al Qanun, canon de medicina también conocido como Canon de Avicena, es una enciclopedia médica de 14 volúmenes escrita alrededor del año 1020. Se basa en una combinación de su propia experiencia personal, de medicina islámica medieval, de los escritos de Galeno, Sushruta y Charaka, así como de la antigua medicina persa y árabe. El Canon se considera uno de los libros más famosos de la historia de la medicina.
La obra filosófica maestra de Avicena es al-Shifá  (La Curación), de marcado carácter enciclopédico. Su compendio es al-Nayat (La Salvación). Por su tamaño y por la importancia del papel que representó, al-Shifá puede compararse con al-Qanun. Publicada La Curación en seis volúmenes (El Cairo, 1952-1965), es quizás la obra filosófica de mayores dimensiones hecha por un hombre solo. Empieza por la lógica e incluye física y metafísica, botánica y zoología, matemáticas y música, y psicología.
En otra gran obra, Kitab al-Isharat wa-l-tanbihat (Libro de las orientaciones y las advertencias), trata temas de filosofía y mística, y dedicó tres capítulos al sufismo, que también trató en otros treinta y dos libros sobre el tema. En esta obra aparece su famoso argumento del Hombre Volante, predecesor del cógito cartesiano, en el que exponía que un hombre suspendido en el aire aislado, sin ningún contacto con nada, ni siquiera su propio cuerpo, sin ver ni oír, afirmará sin duda alguna que existe e intuirá su propio ser.

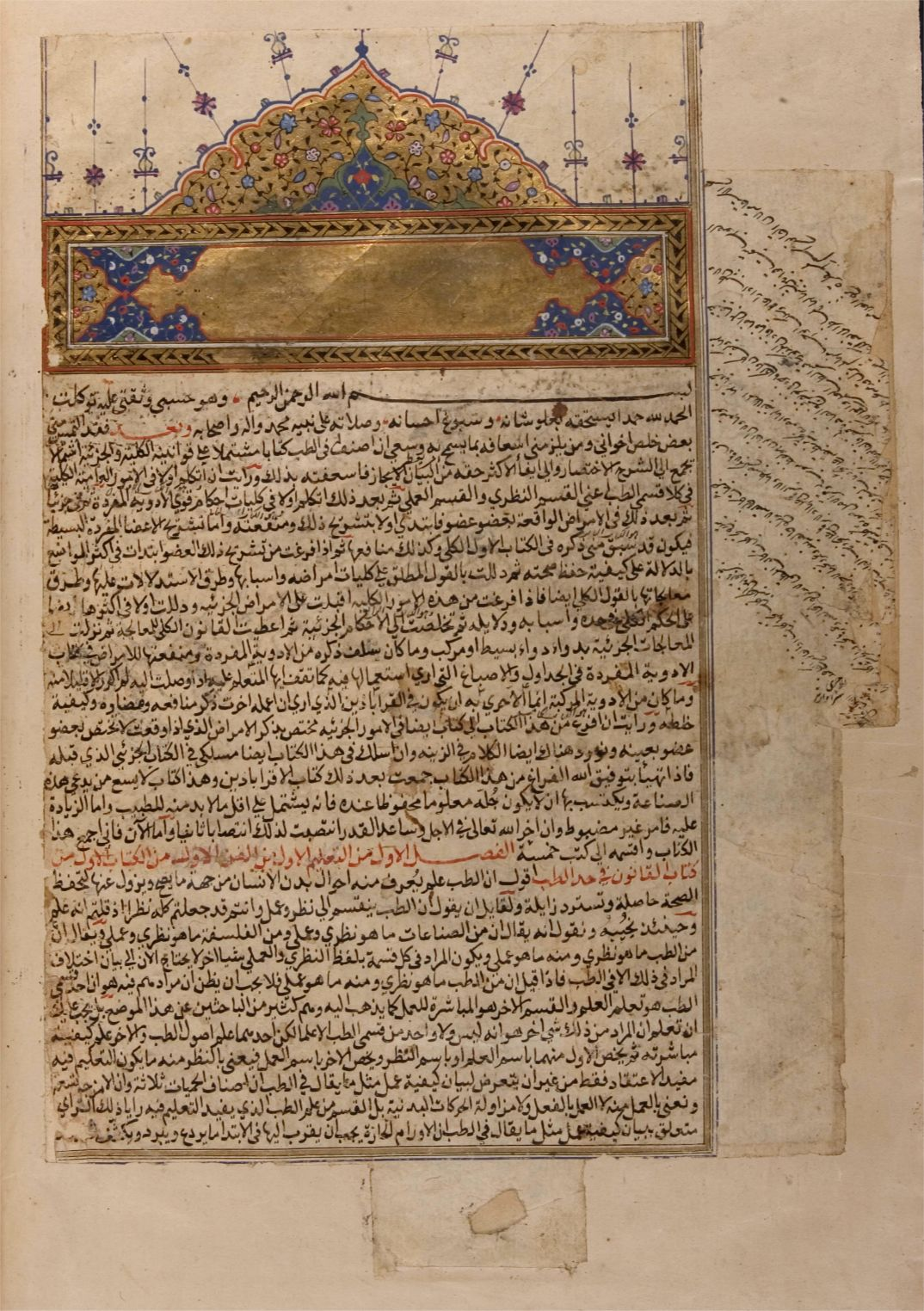
Ejemplar del Canon de 1597.

Es autor de monumentos, de obras más modestas, pero también de textos cortos. Su obra cubre toda la extensión del saber de su época:
- Lógica, Lingüística y Poesía.
- Física, Psicología y Medicina, Química.
- Matemáticas, Música y Astronomía.
- Moral y Ciencias Económicas.
- Metafísica.
- Mística y comentarios del Corán.

La finalidad personal del filósofo encontró su acabado en la filosofía oriental (hikmat mashriqiya), que tomó la forma de la compilación de veintiocho mil temas. Esta obra desapareció de Ispahán en 1034, y no quedan más que algunos fragmentos.
Durante varios siglos, hasta el siglo XVII, su Qanûn ('Canon') fue la base de la enseñanza tanto en Europa, donde destronó a Galeno, como en Asia.
A él se debe el uso de la casia, del ruibarbo, del tamarindo, y descubre el aceite de rosas, etc.

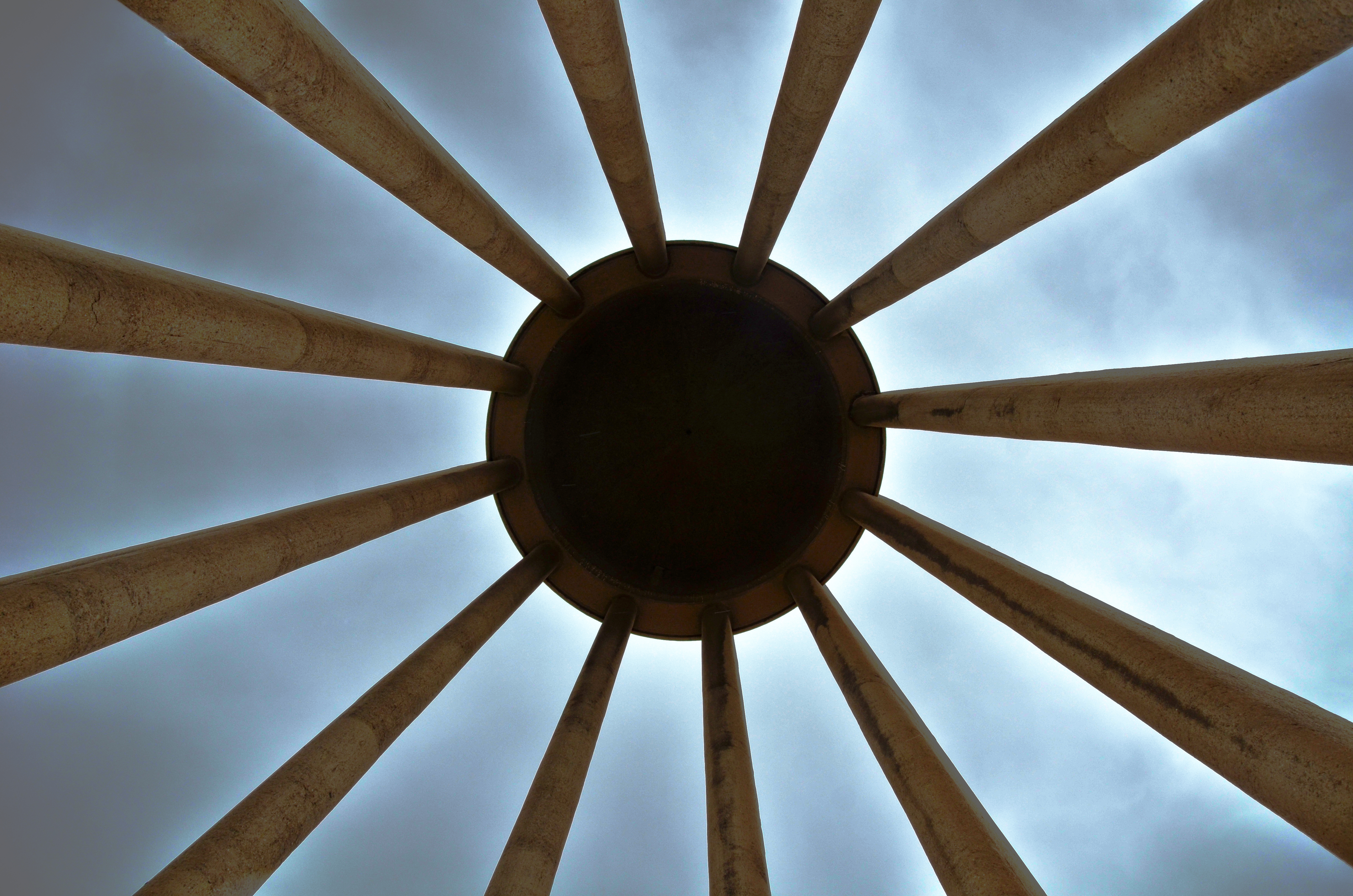

### Publicaciones antiguas

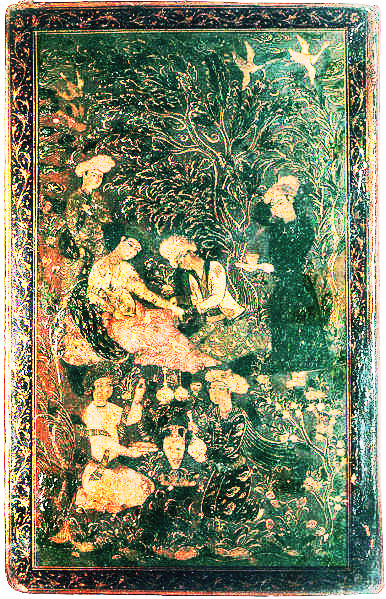
Ilustración de El canon de medicina.

Las obras de Avicena fueron publicadas en árabe, en Roma, en 1593, in-folio.
Se tradujeron al latín y se publicaron sus Cánones o Preceptos de medicina, Venecia, 1483, 1564 y 1683; sus Obras filosóficas, Venecia, 1495; su Metafísica o filosofía primera, Venecia, 1495.
Pierre Vattier había traducido todas sus obras en francés; solo se publicó la Lógica, París, 1658, en octavo.

## La medicina de Avicena

### El canon de la medicina
El Kitab Al Qanûn fi Al-Tibb («Libro de las leyes médicas»), compuesto por cinco libros, es la obra médica mayor de Avicena.

### Influencia de Avicena
Su Canon tuvo mucho éxito, eclipsando los trabajos anteriores de Al-Razi, Haly-Abbas, Abulcasis e incluso los posteriores de Ibn-Al-Nafis. Las cruzadas del siglo XII al siglo XVII trajeron de nuevo a Europa el Canon de la medicina, que influenció la práctica y la enseñanza de la medicina occidental.
La obra fue traducida al latín por Gerardo de Cremona entre 1150 y 1187, e impresa en hebreo en Milán en 1473, después en Venecia en 1527 y en Roma en 1593. Su influencia fue duradera y el Canon solo fue puesto en duda a partir del Renacimiento: Leonardo da Vinci rechazó la anatomía y Paracelso lo quemó. Fue el desarrollo de la ciencia europea lo que provocaría su obsolescencia, como en el caso de la descripción de la circulación de la sangre realizada por William Harvey en 1628. Sin embargo esta obra marcó durante mucho tiempo el estudio de la medicina e incluso en 1909, se dio una clase sobre la medicina de Avicena en Bruselas.
Avicena destaca en los ámbitos de la oftalmología, de la gineco-obstetricia y de la psicología. Se detiene mucho en las características de los síntomas, describiendo todas las enfermedades catalogadas de la época, incluso aquellas que atañen a la psiquiatría.

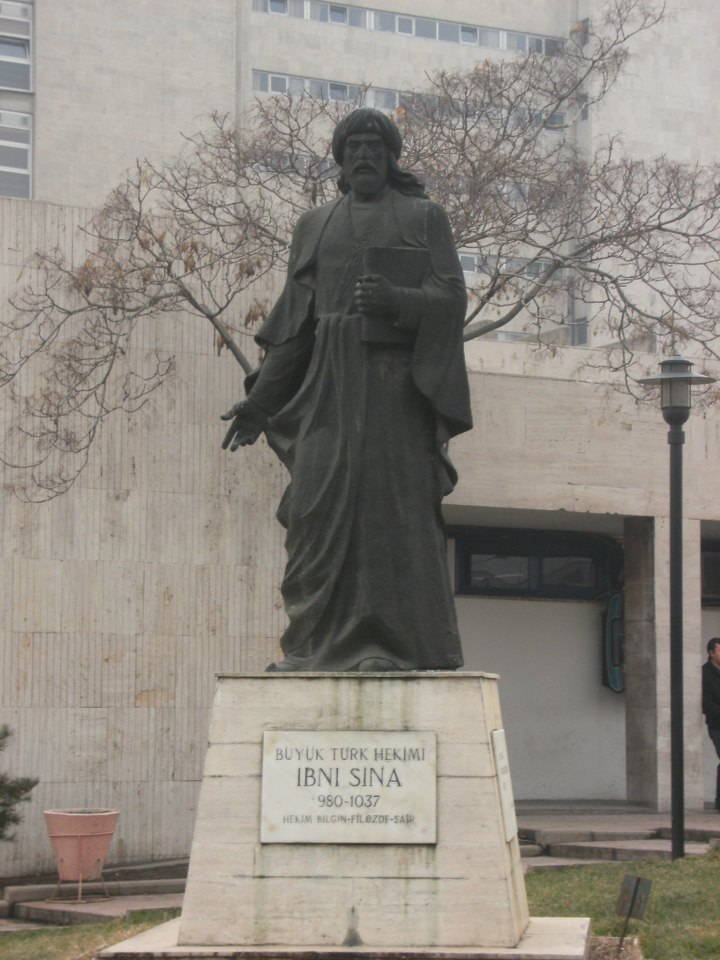
Estatua en Ankara.

- Es el primero en distinguir la pleuresía, la mediastinitis y el absceso subfrénico.
- Describe las dos formas de parálisis faciales (central y periférica)
- Da la sintomatología del diabético.
- Sabe hacer el diagnóstico diferencial entre la estenosis del píloro y la úlcera de estómago.
- Describe diferentes variantes de ictericias.
- Da una descripción de la catarata, de la meningitis, etc.
- Presiente el papel de las ratas en la propagación de la peste.
- Indica que ciertas infecciones se transmiten por vía placentaria.
- Es el primero en preconizar tratamientos por lavativas rectales.
- Descubre que la sangre parte del corazón para ir a los pulmones, y volver, y expone con precisión el sistema de ventrículos y de válvula del corazón.
- Es el primero en describir correctamente la anatomía del ojo humano.
- Emite también la hipótesis según la cual el agua y la atmósfera contendrían minúsculos organismos vectores de algunas enfermedades infecciosas.

Puede ser considerado el inventor de la traqueotomía, cuyo manual operatorio sería precisado por el célebre cirujano árabe Abulcasis de Córdoba. En el Renacimiento se encontró información de una intervención semejante, llevada a cabo por el médico italiano Antonio Musa Brassavola.
Pero ante todo, Avicena se interesa por los medios de conservar la salud. Recomienda la práctica regular de deporte o la hidroterapia en medicina preventiva y curativa. Insiste en la importancia de las relaciones humanas en la conservación de una buena salud mental y somática.
La medicina de Avicena podría resumirse en la frase de introducción de Urdjuza Fi-Tib' (Poema de medicina): «La medicina es el arte de conservar la salud y eventualmente de curar la enfermedad ocurrida en el cuerpo».

## Doctrina filosófica
Avicena pertenece a la escuela de Bagdad. Su línea principal de actuación se basa en la conciliación entre el discurso racional y la religión. En parte, adapta los trabajos de Al-Farabí para hacerlos compatibles con el Corán, y también incorpora elementos tradicionalmente teológicos a la filosofía, como los ángeles, a los cuales otorga un papel clave en su relación con los seres humanos, sobre todo con los profetas. A nivel general, reconoce el Oriente como fuente de luz, e intenta revalorar la filosofía oriental y transmitirla a Occidente; a pesar de todo, muchas obras sobre este tema se han perdido.
Para explicar la realidad, Avicena adopta un sistema emanatista, propio del neoplatonismo. Sin embargo, mantiene un esquema de conocimiento que recoge de la tradición naturalista aristotélica: distingue entre sensación, imaginación, intelecto posible e intelecto agente, que se corresponde a una gradación desde la primera abstracción posible, seguida por las ideas particulares no sensibles, y que culmina en las ideas generales. Esta triple jerarquía también se aplica a los seres. También profundiza en la relación entre esencia y existencia: una cosa que es sólo existe si su existencia es necesaria. La creación hecha por Dios correspondería a esta necesidad.
Avicena adapta la separación de Aristóteles entre el intelecto posible (paciente, pasivo), y el intelecto agente (activo), y hace una interpretación más espiritualista. Así, el intelecto activo en realidad lo considera como perteneciente a Dios, y que se comunica en el tiempo al ser humano, mientras que el intelecto pasivo pertenece al ser humano, pero no muere en el cuerpo, puesto que cree en la inmortalidad de la alma. Según la visión de Avicena, el intelecto paciente no puede hacer nada sin el agente, de forma que el intelecto humano es tan sólo en potencia. La existencia del intelecto agente se tiene que hacer por vía espiritual.
Avicena es especialmente relevante en la historia de la filosofía"occidental" por haber facilitado la lectura de Aristóteles a los escolásticos.

### El Oriente místico

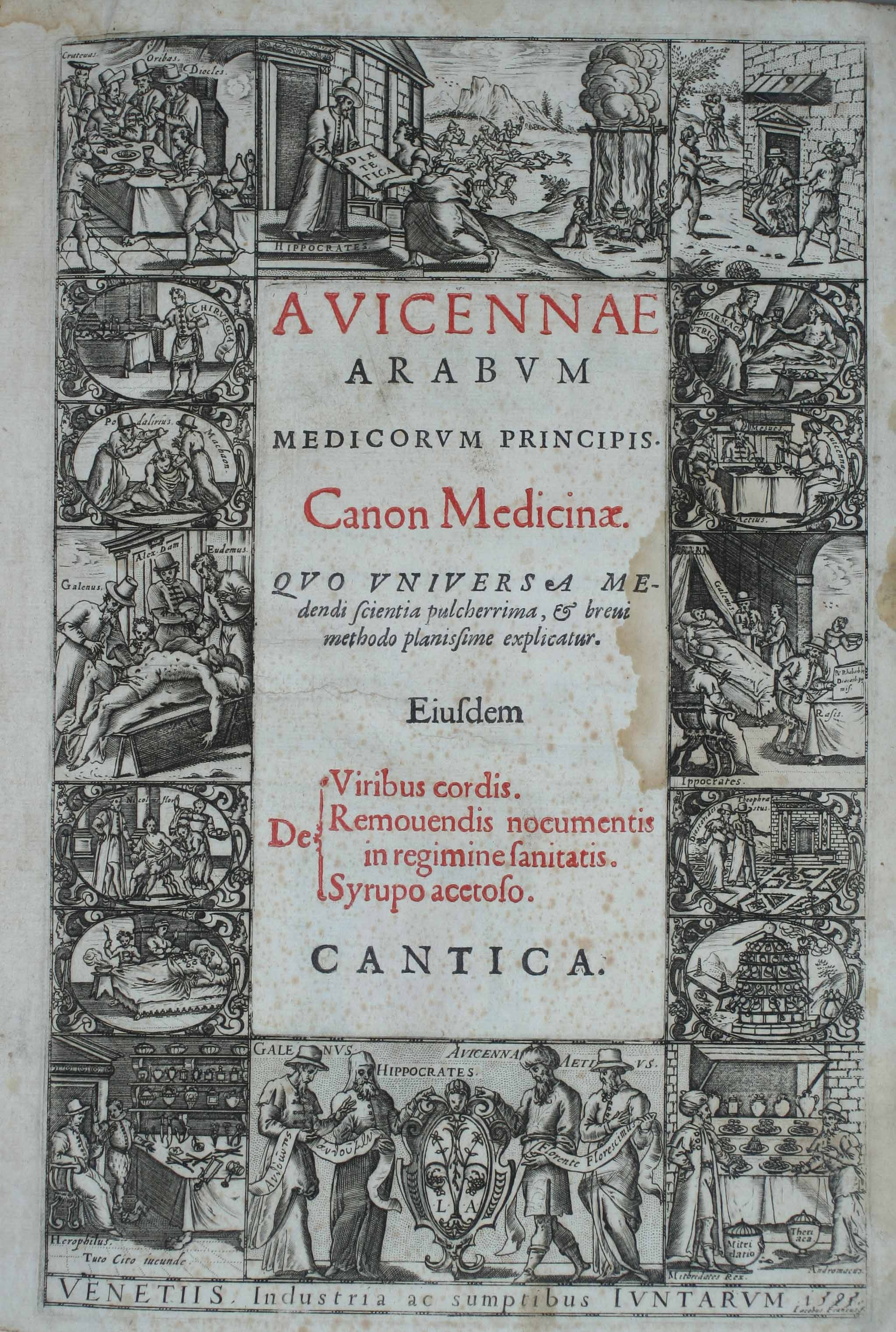
Tratado de medicina de Avicena conservado en la Archivo Comarcal del Alt Penedès, Cataluña, España

La tradición, en la teosofía y el misticismo islámico, considera el mashriq (el Oriente) como un mundo de luz, y por lo tanto el de las inteligencias de los ángeles, a diferencia del maghrib (el Occidente), que representa el mundo sublunar, mundo de tinieblas, donde declinan las almas. Esta concepción es explícita en Avicena (en el relato simbólico de Hayy ibn Yaqzan), y todavía lo será más en sus comentaristas y críticos, como en Suhrawardí.
Avicena es el autor de cuatro textos sobre filosofía oriental: Relato de Hayy ibn Yaqzan, el Relato del pájaro y el Relato de Salâmân y Absâl.
- Relato de Hayy ibn Yaqzan: Hayy ibn Yaqzan es un niño que está aislado en una isla. Descubre por si solo el universo que lo rodea. Este relato es como una introducción al Oriente, las formas del arcángel de la iluminación, en oposición con el Occidente y al extremo oeste (lugar de la materia pura). Hayy ibn Yaqzan personaliza Avicena en su relación con el ángel.[9]
- Relato del pájaro: este relato responde a la historia de Hayy ibn Yaqzan, emprende su viaje al Oriente Lejano, en la búsqueda del absoluto para conseguir la «ciudad del rey». El alma se despierta por sí misma. Al éxtasis de una ascensión mental, cruza los valles y canales de la montaña cósmica en compañía del ángel.[10]
- Relato de Salâmân y Absâl: esta historia describe el drama de los dos héroes de la parte final de Kitab al-Isharat wa-l-tanbihat. Estos dos personajes típicos de dos intelectos contemplativos (o especulativos) se encuentran también en Prometeo y Epimeteo, en una palabra: el ser humano celeste y el ser humano de carne y hueso. Así, existe la sincronía entre el alma y su despertar y la visualización de su guía.[11]

### El ángel
La décima inteligencia reviste una importancia singular: también denominado el agente intelecto o el ángel, se asocia con Gabriel en el Corán, se sitúa desde el principio en que su emanación se rompió en múltiples trozos. En efecto, desde la contemplación del mismo ángel, como una emanación de la novena inteligencia, no resulta de un alma celestial, sino de las almas humanas. Mientras que los ángeles de la magnificencia no tienen sentido, las almas humanas tienen una imaginación sensual, sensible, dándolos el poder de mover los cuerpos materiales.
Para Avicena, el intelecto humano no se forja por la abstracción de las formas y de las ideas. El humano, aun así, es el poder inteligente, pero solamente la iluminación del ángel proporciona el poder de pasar del conocimiento al poder del conocimiento en activo o acción.[cita requerida] Aun así, la fuerza con la cual el ángel ilumina el intelecto humano varía:
- Los profetas fueron inundados de iluminación hasta el punto que irradiaron no solamente el intelecto racional, sino también la imaginación, retransmitiendo a otros humanos esta superabundancia;
- Otros reciben iluminación, aunque menos que los profetas, escriben, enseñan, legislan, participando así en la redistribución hacia los otros;
- Otros reciben el suficiente para su propia perfección;
- Y otros reciben tan poco, que nunca entran en acción.

De acuerdo con este punto de vista, la humanidad comparte un único intelecto, es decir, una conciencia colectiva. La etapa final de la vida humana es, entonces, la unión con la emanación angelical. Por lo tanto, el alma inmortal mujer a todos los que han hecho de la percepción de la iluminación angélica un hábito, la capacidad de superexistencia, es decir, la inmortalidad.[cita requerida]
Para los neoplatónicos, de los cuales forma parte Avicena, la inmortalidad del alma es una consecuencia de su naturaleza, y no un fin.

## Reconocimientos

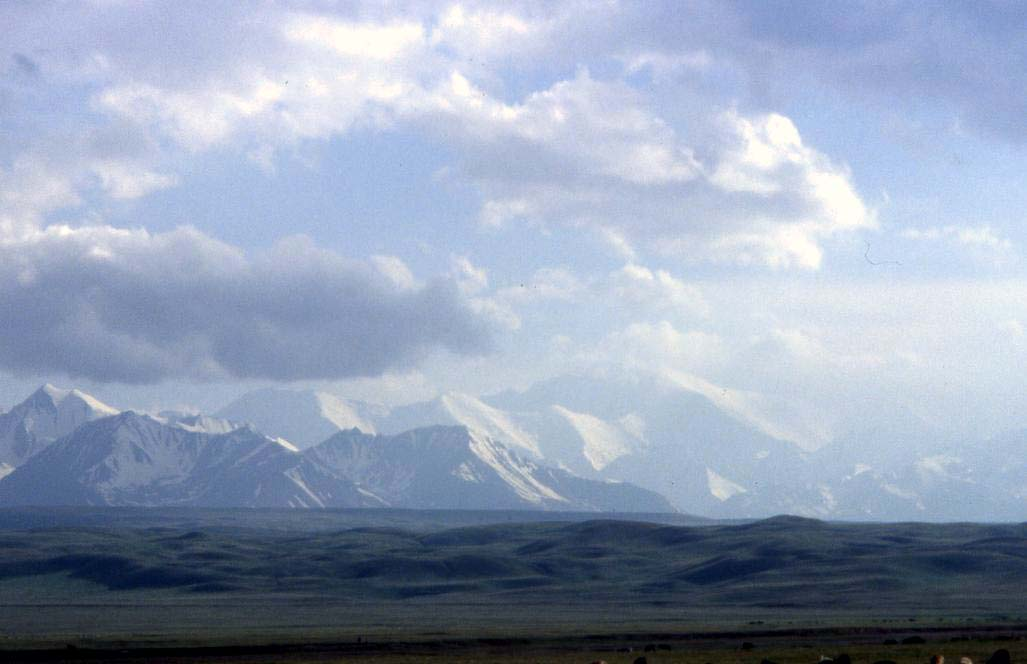
Pico Ibn Sina.

- El Premio Avicena es un prestigioso galardón que la Unesco otorga a las personas que se distinguen en la ética en el quehacer científico.

- En el libro El médico (The Physician) de Noah Gordon se narra la ilusión de un joven inglés, aprendiz de medicina, por aprender del gran maestro de su época. Igualmente la novela Avicena o la ruta de Isfahán de Gilbert Sinoué narra desde una perspectiva humana la biografía de Avicena con sus pasiones y sabiduría.

- En Tayikistán el pico Lenin fue rebautizado pico Avicena en su honor.'[12]

- El cráter lunar Avicena recibió este nombre en su honor.[13]

- El asteroide (2755) Avicena también conmemora su nombre.[14]

### En castellano
- Afnan, Soheil. El pensamiento de Avicena. México: Fondo de Cultura Económica, 1965
- Cordero, Jaime Coullaut; González, Ángel Poncela (2010). «Avicena: El libro de las definiciones (Primera parte)». Revista española de filosofía medieval (17): 181-194. ISSN 1133-0902.
- Cordero, Jaime Coullaut; González, Ángel Poncela (2013). «Avicena: El libro de las definiciones (Kitāb al-Hudūd), 2.ª parte». Revista española de filosofía medieval (20): 195-205. ISSN 1133-0902.
- Cruz Hernández, Miguel. La metafísica de Avicena. Granada: Publicaciones de la Universidad, 1949
- Ramón Guerrero, Rafael. Avicena, ca. 980–1037. Madrid: Ediciones del Orto, 1996
- Ramón Guerrero, Rafael. '"Avicena entre Oriente y Occidente", La filosofía medieval, Edición de Francisco Bertelloni y Giannina Burlando, Enciclopedia Iberoamericana de Filosofía, vol. 24, Madrid, Editorial Trotta, 2002, pp. 53-74.
- Ramón Guerrero, Rafael. “Avicena: Sobre el amor”, Anales del Seminario de Historia de la Filosofía, 25 (2008) 243-259.
- Segovia, Carlos A. Avicena (Ibn Sina). Cuestiones divinas (Ilahiyyat): Textos escogidos. Madrid: Biblioteca Nueva, 2006.
- Aguado, José Carlos (2004). Cuerpo Humano e Imagen Corporal: Notas para una antropología de la corporeidad. México: Facultad de Medicina UNAM. ISBN 978-97-0321-142-5.
- Damian, Peter (1997). Aromoterapia:El olor y la psique. Inner Traditions/Bear& Co. ISBN 978-99-7767-985-3.
- Davis, Patricia (1993). Aromoterapia de La A a La Z. EDAF. ISBN 978-84-7640-643-4.
- De Las Heras García, Manuel Ángel (2005). Estatuto ético jurídico de la profesión médica, Volumen 1. Dykinson. ISBN 978-84-9772-700-6. (enlace roto disponible en Internet Archive; véase el historial, la primera versión y la última).
- Duce, Martín (2004). Patología quirúrgica. Elsevier España. ISBN 978-84-8174-739-3.
- Giné, Juan (1869).  Google e Book, ed. Apuntes sacados por los alumnos del curso del doctorado de la Facultad de Medicina de las lecciones sobre historia de la medicina dadas por el Dr. Don Juan Giné, catedrático numerario de la espresada facultad en el curso de 1868 a 1869, en la cátedra instalada por la Excma. Diputación Provincial de Barcelona.
- González, Aurelio; Miaja de la Peña, María Teresa (2006). Introducción a la cultura medieval Vol. III. México: UNAM. ISBN 978-96-8369-788-2.
- Jaramillo Antillón, Juan (2005). Historia y Filosofía de la Medicina. Universidad de Costa Rica. ISBN 978-08-9281-473-2.
- Pérez de Laborda, Alfonso (2005). Estudios filosóficos de historia de la ciencia. Ediciones Encuentro. ISBN 978-84-7490-769-8.
- Puerto Sarmiento, Francisco Javier (1992). El Renacimiento Volumen 11: El renacimiento:la superación de la tradición. Madrid: Akal. ISBN 978-84-7600-981-9.

### En inglés
- Bertolacci, Amos. The reception of Aristotle's Metaphysics in Avicenna's Kitab al-Sifa'. A milestone of Western metaphysical thought, Leiden: Brill, 2006
- Gutas, Dimitri. Avicenna and the Aristotelian Tradition: Introduction to Reading Avicenna's Philosophical Works. Leiden: Brill, 1988
- Reisman, David C. (ed.), Before and After Avicenna: Proceedings of the First Conference of the Avicenna Study Group. Leiden: Brill, 2003
- The Cambridge Companion to Arabic Philosophy, edited by P. Adamson and R. Taylor, Cambridge: Cambridge University Press, 2005
- Corbin, Henry (1995). History of Islamic Philosophy, Translated by Liadain Sherrard, Philip Sherrard. Londres: Kegan Paul International in association with Islamic Publications for The Institute of Ismaili Studies. ISBN 0-7103-0416-1.
- El-bizni, Nader (2000). The Phenomenological Quest: Between Avicenna and Heidegger (en inglés). Global Academic Publishing. ISBN 978-15-8684-005-1.
- Needham, Joseph (1980). Science and Civilisation in China: Apparatus, Theories and Gifts. Part.4. Spagyrical discovery and invention (en inglés). Cambridge University Press. ISBN 978-05-2108-573-1.
- Osler, William (2004). The Evolution Of Modern Medicine (en inglés). Kessinger Publishing. ISBN 1-4191-6153-9.

### Otros
- Anawati, G.C (1971). «Avicenne et l'alchimie». Oriente e Occidente nel Medioevo (en italiano). Roma: Accademia nazionale dei Lincei.
- Ammar, Sleim: Ibn Sina Avicenne : la vie et l'œuvre, Tunez, L'Or du Temps, 1998, (ISBN 978-9973757432).